# Языки манде

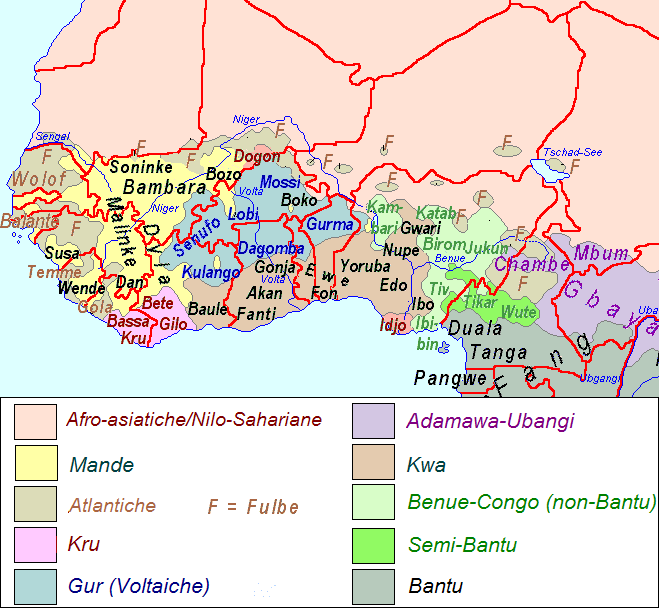
Карта языков Западной Африки

Языки ма́нде — семья языков в рамках нигеро-конголезской макросемьи. Распространены в Западной Африке, главным образом в таких странах, как Сенегал, Мали, Либерия, Гвинея, Буркина-Фасо, Кот-д’Ивуар, Бенин.
Включает до 65 языков с общим числом говорящих более 30 млн человек.

## Классификация
Вопрос внутренней классификации языков манде достаточно сложен, но в целом признается разделение на западную (включая группу манден) и восточную ветви (в классификации У. Уэлмерса, принятой и В. Выдриным, последняя называется «юго-восточной ветвью»).
Юго-восточная ветвь, которая делится на восточные и южные языки манде, сильно уступает западной по числу говорящих.
Ниже приводится классификация по Раймунду Кастенхольцу.
- Западная ветвь
  - Центральная подветвь
    - группа манден
      - западный кластер: мандинка (Сенегал), западный манинка (Мали, Сенегал), хасонка (Мали), кагоро (Мали)
      - восточный кластер: бамана (Мали), (восточный) манинка (Гвинея, Мали), марка-дафин (Буркина Фасо), мау (Кот-д’Ивуар), дьюла (Кот-д’Ивуар, Буркина Фасо), манья (Либерия; Гвинея), конья (Гвинея) и некоторые другие
      - язык болон (Буркина Фасо) (Мали)
      - язык сининкере (Буркина Фасо)

    - группа моколе
      - язык могофин (Гвинея)
      - язык какабе (Гвинея)
      - язык леле (Гвинея)
      - язык коранко (Сьерра-Леоне)

    - группа ваи-коно
      - язык ваи (Сьерра-Леоне)
      - язык коно (Сьерра-Леоне) (Либерия)
      - язык дама (вымерший) (Сьерра-Леоне)

    - группа джого-джери
      - язык джого (лигби) (Гана, Кот-д’Ивуар)
      - язык джери (джели) (Кот-д’Ивуар)
      - язык бле (джалкуна) (Буркина Фасо)

    - группа сусу-ялонка
      - язык сусу (сосо) (Гвинея)
      - язык ялунка (дьялонке) (Гвинея; Сьерра-Леоне)

  - Юго-западная подветвь
    -       - язык менде (Сьерра-Леоне)
      - язык локо (Сьерра-Леоне)
      - язык банди (Либерия)
      - язык зиало (Гвинея)
      - язык лома (лоома, тома) (Гвинея; Либерия)
      - язык кпелле (Гвинея; Либерия)

  - Северо-западная подветвь
    - язык сонинке (Мали; Сенегал)
    - группа бозо
      - язык тиеяхо (Мали)
      - язык сорогама (Мали)
      - язык хаиньяхо (Мали)
      - язык тиема-чеве (Мали)
- Ветвь самого-бобо
  -     - группа самого
      - язык дуун (Мали)
      - язык дзуун (Буркина Фасо)
      - язык банка (Мали)
      - язык сееку (Буркина Фасо)
      - язык джо (джовулу) (Мали; Буркина Фасо)

    - язык бобо (Буркина Фасо)
- Восточная ветвь
  - Восточная подветвь
    - группа само (сан)
      - язык макаа (Буркина Фасо)
      - язык гоэн (Буркина Фасо)

    - группа биса
      - язык биса (Буркина Фасо; Гана)

    - Группа буса-кьенга
      - язык буса (Бенин; Нигерия)
      - язык кьенга (Нигерия)
      - язык шанга (Нигерия)

  - Южная (юго-восточная) подветвь
    - группа гуро-тура
      - подгруппа тура-дан-мано
        - язык мано (Либерия)
        - язык дан (Кот-д’Ивуар; Либерия)
        - язык тура (Кот-д’Ивуар)

      - подгруппа гуро-яурэ
        - язык гуро (Кот-д’Ивуар)
        - язык яурэ (Кот-д’Ивуар)

    - группа нуа-бен
      - язык муан (Кот-д’Ивуар)
      - язык уан (Кот-д’Ивуар)
      - язык гбан (Кот-д’Ивуар)
      - язык бен (Кот-д’Ивуар)

Последней по времени является классификация В. Ф. Выдрина, основанная на строгом применении метода «улучшенной глоттохронологии» С. А. Старостина к полному 100-словному списку М. Сводеша, см..

## Фонология
Среди отличительных черт языков манде можно назвать сложную тоновую систему; в юго-западных и ограниченно в восточных — развитие систем начальных чередований согласных.
Для пра-манде предположительно реконструируется гармония гласных по признаку «продвинутость корня языка» (ATR), противопоставление взрывных и имплозивных согласных, отсутствие носовых согласных фонем.

### Имя
В современных языках манде именные классы отсутствуют, но для пра-манде реконструируются следы именных классификаторов (префикс *n-, разные показатели множественного числа).

### Глагол
Вид-время, модальность, полярность выражаются кумулятивно показателями, стоящими после подлежащего или после глагольного сказуемого, часто — изменением тона глагола или субъектного личного местоимения; во многих языках манде имеются грамматические тоны, различающие типы синтагм.

### Синтаксис
Имеют жёсткий порядок слов (подлежащее — прямое дополнение — глагольное сказуемое — косвенное дополнение с послелогом), прототипические типы слогов — открытый или с назальным велярным элементом на конце.

## История
Распространение языков манден в Западной Африке относится к XIV—XV векам (см. Томбукту).

## История изучения
Изучение языков манде началось в XIX веке; с тех пор западные и юго-западные языки достаточно хорошо изучены, в особенности языки манден и некоторые юго-западные: иными словами, те из языков манде, которые распространены как языки межнационального общения, такие как манинка/бамана/бамбара/дьюла (эти языки, по сути представляющие собой диалектный континуум, распространены в Мали, Буркина-Фасо, Сенегале) или менде, основной язык Сьерра-Леоне.

## Письменность
Для языков манде разработана оригинальная слоговая письменность нко. В то же время многие языки активно пользуются письменностями на основе латинского алфавита.